# 毛肋杜鹃
毛肋杜鹃（学名：Rhododendron augustinii ssp. augustinii）为杜鹃花科杜鹃花属下的一个亚种。

## 扩展阅读
- 維基物種上的相關：毛肋杜鹃